# Кљукчеве догодившчине
„Кљукчеве догодившчине” је југословенска телевизијска серија снимљена 1965. године у продукцији ТБ Љубљана.

## Улоге
| Глумац           | Улога  |
| ---------------- | ------ |
| Ела Бајц         | (глас) |
| Милан Брезигар   | (глас) |
| Мара Черне       | (глас) |
| Вера Детела      | (глас) |
| Јанез Ержен      | (глас) |
| Милан Калан      | (глас) |
| Марјан Краљ      | (глас) |
| Фране Милчински  | (глас) |
| Јана Осојник     | (глас) |
| Наце Симончић    | (глас) |
| Јанез Шкоф       | (глас) |
| Александер Валич | (глас) |

Комплетна ТВ екипа ▼
| Редитељ    | Сташ Поточник |
| Сценариста | Наце Симончич |
| Композитор | Борут Лесјак  |